# Steganotaenia
Steganotaenia je maleni biljni rod iz porodice  štitarki smješten u tribus Steganotaenieae.. Sastoji se od tri vrste iz Afrike.
Tipična vrsta je Steganotaenia araliacea Hochst., aromatično, listopadno drvo koje naraste 2-7 metara visine, čiji listovi kada se zgnječe, imaju aromu poput mrkve, pa je i nazvano “stablo mrkve”

## Vrste
1. Steganotaenia araliacea Hochst.
2. Steganotaenia commiphoroides Thulin
3. Steganotaenia hockii (C.Norman) C.Norman